# Anthony Partipilo
Anthony Partipilo (Bari, 27 ottobre 1994) è un calciatore italiano, ala o attaccante del Bari, in prestito dal Parma.

## Caratteristiche tecniche
Ala mancina dotata di dribbling, buona tecnica e rapidità, ha anche una discreta capacità di realizzazione.

## Carriera
Cresciuto nel settore giovanile del Bari, ha esordito in prima squadra il 15 dicembre 2012, nella partita di campionato persa per 1-3 contro il Novara. Il 3 gennaio 2013 passa a titolo temporaneo alla Carrarese; in seguito trascorre esperienze in prestito anche con Cosenza, Savoia e CFR Cluj, con cui tuttavia non colleziona alcuna presenza.
Nel gennaio del 2016, dopo aver rescisso con il Bari ed essere stato vicino a ritirarsi, viene tesserato dal Bisceglie; confermato anche nella stagione successiva, conquista con il club pugliese la promozione in Serie C, rimanendo poi con i nerazzurri anche in terza serie. Il 31 gennaio 2018 viene acquistato dalla Virtus Francavilla; dopo aver rinnovato fino al 2021 con il club brindisino, il 13 agosto 2019 si trasferisce alla Ternana, con cui firma un quadriennale. Alla seconda stagione con gli umbri ottiene la promozione in Serie B e vince la Supercoppa di Lega, laureandosi anche capocannoniere del torneo. Nella prima stagione disputata nella serie cadetta emerge come uno dei migliori giocatori del campionato, concluso con nove reti segnate e 14 assist forniti, primo nella speciale classifica. Il 13 agosto 2022 prolunga ulteriormente il contratto con i rossoverdi fino al 2026.
Il 4 luglio 2023 si trasferisce dalla Ternana a titolo definitivo al Parma. Il 17 settembre segna la prima rete con i ducali nel successo per 5-0 in casa del Catanzaro. 
Il 30 agosto 2024 viene ceduto in prestito al Frosinone. Il 27 settembre segna dal dischetto la sua prima rete con i ciociari, nel successo per 2-1 in casa del Cittadella. 
Rientrato al Parma al termine del prestito al Frosinone, l'8 agosto 2025 passa in prestito con obbligo di riscatto al verificarsi di determinate condizioni al Bari, in Serie B, tornando così a giocare dopo 10 anni nella squadra della sua città natale.

## Statistiche

### Presenze e reti nei club
Statistiche aggiornate al 17 agosto 2025.
| Stagione                  | Squadra                   | Campionato                | Campionato | Campionato | Coppe nazionali | Coppe nazionali | Coppe nazionali | Coppe continentali | Coppe continentali | Coppe continentali | Altre coppe | Altre coppe | Altre coppe | Totale | Totale |
| Stagione                  | Squadra                   | Comp                      | Pres       | Reti       | Comp            | Pres            | Reti            | Comp               | Pres               | Reti               | Comp        | Pres        | Reti        | Pres   | Reti   |
| ------------------------- | ------------------------- | ------------------------- | ---------- | ---------- | --------------- | --------------- | --------------- | ------------------ | ------------------ | ------------------ | ----------- | ----------- | ----------- | ------ | ------ |
| 2012-gen. 2013            | Bari                      | B                         | 1          | 0          | CI              | -               | -               | -                  | -                  | -                  | -           | -           | -           | 1      | 0      |
| gen.-giu. 2013            | Carrarese                 | 1D                        | 2          | 0          | CI-LP           | -               | -               | -                  | -                  | -                  | -           | -           | -           | 2      | 0      |
| 2013-gen. 2014            | Bari                      | B                         | 0          | 0          | CI              | 0               | 0               | -                  | -                  | -                  | -           | -           | -           | 0      | 0      |
| gen.-giu. 2014            | Cosenza                   | 2D                        | 10         | 0          | CI-LP           | -               | -               | -                  | -                  | -                  | -           | -           | -           | 10     | 0      |
| 2014-gen. 2015            | Bari                      | B                         | 0          | 0          | CI              | 0               | 0               | -                  | -                  | -                  | -           | -           | -           | 0      | 0      |
| gen.-giu. 2015            | Savoia                    | LP                        | 15         | 1          | CI-LP           | -               | -               | -                  | -                  | -                  | -           | -           | -           | 15     | 1      |
| lug.-set. 2015            | Bari                      | B                         | -          | -          | CI              | 1               | 0               | -                  | -                  | -                  | -           | -           | -           | 1      | 0      |
| set. 2015-gen. 2016       | CFR Cluj                  | LI                        | 0          | 0          | CR              | -               | -               | -                  | -                  | -                  | -           | -           | -           | 0      | 0      |
| gen.-giu. 2016            | Bisceglie                 | D                         | 11         | 5          | CI-D            | -               | -               | -                  | -                  | -                  | -           | -           | -           | 11     | 5      |
| 2016-2017                 | Bisceglie                 | D                         | 30+3       | 3+1        | CI-D            | 6               | 2               | -                  | -                  | -                  | -           | -           | -           | 39     | 6      |
| 2017-gen. 2018            | Bisceglie                 | C                         | 19         | 2          | CI-LP           | 3               | 1               | -                  | -                  | -                  | -           | -           | -           | 22     | 3      |
| Totale Bisceglie          | Totale Bisceglie          | Totale Bisceglie          | 63         | 11         |                 | 9               | 3               |                    | -                  | -                  |             | -           | -           | 72     | 14     |
| gen.-giu. 2018            | Virtus Francavilla        | C                         | 14+2       | 3+3        | CI+CI-LP        | -               | -               | -                  | -                  | -                  | -           | -           | -           | 16     | 6      |
| 2018-2019                 | Virtus Francavilla        | C                         | 31+2       | 9+1        | CI+CI-C         | 1+1             | 0               | -                  | -                  | -                  | -           | -           | -           | 35     | 10     |
| Totale Virtus Francavilla | Totale Virtus Francavilla | Totale Virtus Francavilla | 49         | 16         |                 | 2               | 0               |                    | -                  | -                  |             | -           | -           | 51     | 16     |
| 2019-2020                 | Ternana                   | C                         | 28+4       | 6+0        | CI-C            | 6               | 3               | -                  | -                  | -                  | -           | -           | -           | 38     | 9      |
| 2020-2021                 | Ternana                   | C                         | 33         | 17         | CI              | 1               | 1               | -                  | -                  | -                  | SC-C        | 2           | 0           | 36     | 18     |
| 2021-2022                 | Ternana                   | B                         | 34         | 9          | CI              | -               | -               | -                  | -                  | -                  | -           | -           | -           | 34     | 9      |
| 2022-2023                 | Ternana                   | B                         | 36         | 7          | CI              | 1               | 0               | -                  | -                  | -                  | -           | -           | -           | 37     | 7      |
| Totale Ternana            | Totale Ternana            | Totale Ternana            | 136        | 39         |                 | 8               | 4               |                    | -                  | -                  |             | 2           | 0           | 145    | 43     |
| 2023-2024                 | Parma                     | B                         | 27         | 3          | CI              | 1               | 0               | -                  | -                  | -                  | -           | -           | -           | 28     | 3      |
| ago. 2024                 | Parma                     | A                         | -          | -          | CI              | 1               | 0               | -                  | -                  | -                  | -           | -           | -           | 1      | 0      |
| Totale Parma              | Totale Parma              | Totale Parma              | 27         | 3          |                 | 2               | 0               |                    | -                  | -                  |             | -           | -           | 29     | 3      |
| ago. 2024-2025            | Frosinone                 | B                         | 25         | 3          | CI              | -               | -               | -                  | -                  | -                  | -           | -           | -           | 25     | 3      |
| 2025-2026                 | Bari                      | B                         | 0          | 0          | CI              | 1               | 0               | -                  | -                  | -                  | -           | -           | -           | 1      | 0      |
| Totale Bari               | Totale Bari               | Totale Bari               | 1          | 0          |                 | 2               | 0               |                    | -                  | -                  |             | -           | -           | 3      | 0      |
| Totale carriera           | Totale carriera           | Totale carriera           | 327        | 73         |                 | 23              | 7               |                    | -                  | -                  |             | 2           | 0           | 352    | 80     |

## Palmarès

### Club

#### Competizioni nazionali
- Serie D: 1

Bisceglie: 2016-2017 (girone H)
- Serie C: 1

Ternana: 2020-2021 (girone C)
- Supercoppa di Serie C: 1

Ternana: 2021
- Campionato italiano di Serie B: 1

Parma: 2023-2024

### Individuale
- Capocannoniere della Serie C: 1

2020-2021 (17 gol)